# Conducto carotídeo
En anatomía humana, el conducto carotídeo es un canal óseo situado en la base del cráneo, en la porción petrosa del hueso temporal o peñasco. Lo atraviesa la arteria carótida interna procedente de la región cervical.

## Patología
Cuando se produce una fractura de la base del cráneo como consecuencia de un traumatismo craneoencefálico, es habitual que la fractura afecte a la región del peñasco por donde transcurre el conducto carotídeo, ello es causa de complicaciones vasculares por lesión de la arteria carótida interna. Las más importantes son el accidente cerebrovascular, formación de pseudoaneurismas en la arteria y muerte por hemorragia.